# 巴雷图港
巴雷图港是巴西巴拉那州的一个市镇。总面积361.982平方公里，总人口3812人，人口密度10.5人/平方公里。